# Sergey Lazarev
Sergey Vyacheslavovich Lazarev (em russo: Сергей Вячеславович Лазарев) (Moscou, 1 de abril de 1983), é um ator, cantor e dançarino russo. Representou seu país de origem no Festival Eurovisão da Canção 2016 e novamente em 2019.

## Biografia
Nasceu e vive em Moscou, na Rússia. Ele é mais famoso por sua carreira de cantor, quando começou a despontar para fama era somente o cantor de cabelo escuro do grupo Smash!!. O dueto acabou, e Lazarev tem construído desde então um carrera solo de sucesso.

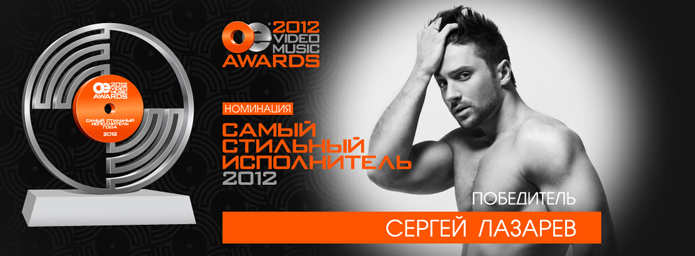
Lazarev venceu o 2012 Video Music Awards.

Cantor e ator, Sergey Lazarev começou sua carreira entre 6 e 9 anos quando ele foi para ginástica artística; aos 9 anos um solista no coro de Locktev; quando tinha apenas 10 anos, cantando em "Lokteus Children Choir". Deste ponto em diante, a música nunca deixou de ser a coisa mais importante da vida dele. Em setembro, 1996 (13 anos) Sergey ganhou o primeiro prêmio na competição Bravo Bravissimo na Itália; no mesmo ano que ele cantou com o orquestra presidencial dirigido por P. Ovsyannikov; em 1997 ganhou o estrela de manhã; ainda neste ano ele participa do Yeralash (desordem), o Telejornal assim chamado para crianças, e ele gravou a trilha sonora para este programa de TV;
Quando completou 14, ele já havia recebido seu primeiro premio musical, ganhou alguns concursos musicais infantis, aos 15 anos que ele ganhou a competição das crianças de TV, "tecla de ouro" ;, e saia do muito popular grupo infantil "Neposedi" (Непоседы), mesma banda onde Yulia Volkova and Lena Katina do t.A.T.u. cantavam, e também seu primo e parceiro de banda, Vlad Topalov (Влад Топалов). No ano 2000, Sergey entrou na famosa "escola de teatro Mkhat de Moscou" e foi graduado em 2004 como um ator profissional.

### Smash!!
Começando a estudar, Sergey começou a atuar nas principais partes de "Romeu e Julieta e Karamazov" no teatro "Pushkinski". E ao mesmo tempo, junto com seu primo e amigo Vlad, Sergey começava o dueto masculino Smash!! em 2001, que é pouco depois contratado pela Universal Music Russia e vem a ser uma das mais brilhantes maravilhas pop russas em 2002–2003.
Em janeiro de 2002, o dueto lança seu primeiro clip para a canção "Should have Loved you More"(Devia Tê-la Amado Mais); Em agosto Smash!! ganhou a competição New Wave em Urmala Letônia, em outubro de 2002 eles lançou o primeiro single – Belle – tema do musical Notre Damme de Paris; O clip da canção permaneceu na lista superior do canal musical MTV Rússia por 6 meses e entrou a lista de clip's top 20  dos últimos cinco anos. E esta canção era um presente de aniversário para pai do Vlad. O pai do Vlad ficou muito feliz em receber tal presente e o compartilhou com seus amigos. Um dos seus amigos trabalhava numa estação de rádio. Jogou esta canção no ar. A canção foi surpreender bem sucedida. Ganhou muita atenção e permaneceu nas rádios durante metade de um ano. Esto fez o sucesso de Smash!!; os 5 hits "top 1" seguidos nas rádios da Rússia, numerosos prêmios e milhões de copias vendidas na Rússia, China e sudoeste asiático (incluindo Hong Kong, Taiwan, Tailândia e alguns outros), fizeram o bom resultado de uma curta carreira do dueto. Os rapazes terminaram a banda em 2004 e só uma semana depois divulgaram seu segundo CD "Party 2nite".

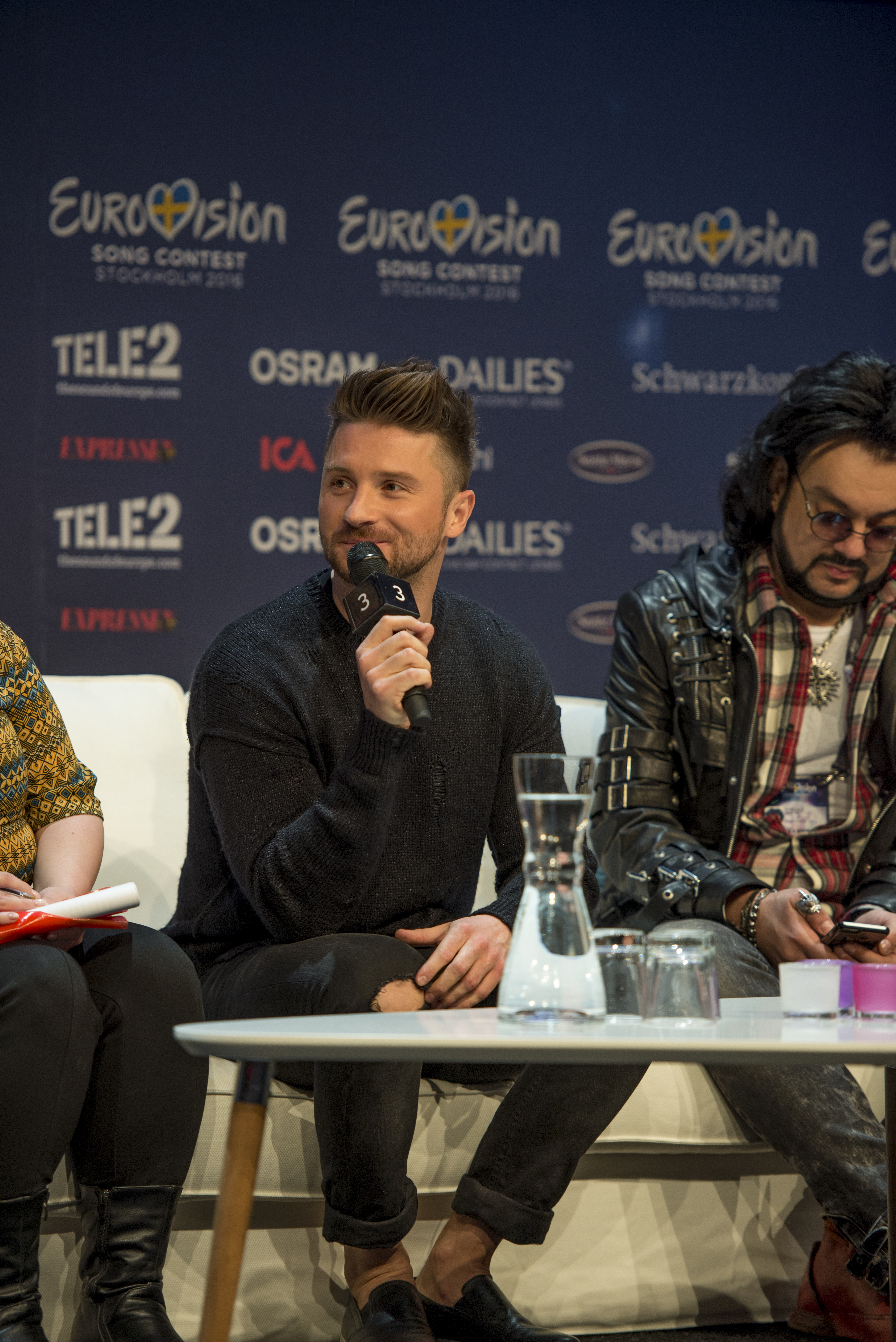
Sergey Lazarev representou a Rússia no Festival Eurovisão da Canção 2016.

### Carreira solo
Sergey começou a gravar seu primeiro álbum solo em 2005, também voltando a trabalhar no teatro que ele deixou em 2003 por causa de faixas de horário incompatíveis. Junto com produtor britânico Brian Rawling, Sergey gravou a maioria das canções para sua estreia "Don't Be Fake", que foi divulgado em novembro de 2005 e vendeu instantemente mais de 300 000 cópias só na Rússia. Quanto a vida de teatro, empresta sua parte na comédia-musical Estilo Broadway a um tenor que trouxe 5 prêmios profissionais de teatro, atuando na mais prospera estação de teatro de 2005. 
Em maio de 2006, Sergey recebeu do Russian national Music TV o prêmio MTV como melhor novo ator. A canção título "Fake" foi liberada aos clubes no Reino Unido, em 30 de julho na 28º posição do mapa comercial de clube de música na semana.
Depois de um período sem novas músicas, ele retorna as paradas de sucesso da Russia com as músicas Shattered Dreams, uma regravação de um antigo sucesso inglês, e The Flyer, música com a qual ele concorreu durante a eliminatória russa ao Festival Eurovisão da Canção 2008, terminando em quarto lugar. Em novembro, ele lançou Lazerboy junto com o cantor russo Timati.
Sergey Lazarev representou a Rússia no Festival Eurovisão da Canção 2016 com a canção "You're the only one", que posteriormente tornou-se um hit na Europa.
Em 2019, Sergey representa a Rússia pela segunda vez no Festival Eurovisão da Canção 2019, com a canção "Scream".

## Discografia
| Ano  | Titulo                       |
| ---- | ---------------------------- |
| 2005 | Don't Be Fake                |
| 2007 | TV Show                      |
| 2010 | Electric Touch               |
| 2013 | LAZAREV.                     |
| 2015 | The Best                     |
| 2018 | THE ONE                      |
| 2019 | Ya nie baiuz (Я не боюсь)    |
| 2019 | Eta ya (это я)               |
| 2021 | 8                            |
| 2023 | Ya videl svet (Я видел свет) |